# Mickey Cohen
Meyer Harris (Mickey) Cohen (Brooklyn, 4 september 1913 – Los Angeles, 29 juli 1976) was een Amerikaanse gangster en bokser. 

## Biografie

### Jeugd
Mickey Cohen werd geboren in een orthodox joods gezin, dat woonde in Brownsville, een joodse buurt in Brooklyn. Zijn vader stierf in 1914, een jaar na zijn geboorte. Zijn moeder Fanny was een Oekraïense immigrante afkomstig van Kiev. Reeds op 6-jarige leeftijd werkte Mickey als krantenverkoper. Na enkele jaren verhuisde hij samen met zijn moeder en broers Louie en Harry naar Los Angeles. Daar werkte Mickey zich als kruimeldief regelmatig in de problemen. In 1922 belandde hij in een opvoedingsgesticht.

### Bokser
Als tiener begon hij in Los Angeles deel te nemen aan illegale bokswedstrijden. Op 16-jarige leeftijd verhuisde hij naar Cleveland om er een professioneel bokser te worden. Op 8 april 1930 vocht hij tegen Patsy Farr in wat zijn eerste professionele kamp was. Op 14 mei 1933 werkte hij tegen Baby Arizmendi zijn laatste bokswedstrijd af. Het duel vond plaats in Tijuana, Mexico. Tijdens zijn boksjaren raakte Cohen in Cleveland bevriend met joodse gangsters als Lou Rothkopf en Moe Dalitz. Later verhuisde Cohen naar New York, waar hij bevriend raakte met de Italiaanse broers Johnny en Tommy Dioguardi, en de beruchte Ierse gangster Owney Madden.

### Chicago Outfit
Tijdens de drooglegging belandde Cohen in Chicago en werd hij lid van de Chicago Outfit, de misdaadorganisatie waar ook Al Capone deel van uitmaakte.
Toen een kaartspel uit de hand liep en verscheidene gangsters vermoord werden, werd Cohen gearresteerd voor zijn betrokkenheid. Na zijn vrijlating ging hij verder met het organiseren van kaartspelen en andere illegale gokspelen. Cohen werkte in die dagen samen met Al Capones jongere broer Mattie en Jake Guzik. Na een incident met een rivaliserende gokker vluchtte Cohen weg uit Chicago en keerde hij terug naar Cleveland. Daar begon hij opnieuw samen te werken met Rothkopf, die op zijn beurt goed bevriend was met de beruchte gangsters Meyer Lansky en Benjamin "Bugsy" Siegel. Toen er in Cleveland geen werk bleek te zijn voor Cohen, werd hij naar Los Angeles gestuurd om er Siegel bij te staan.

### Los Angeles
In 1939 keerde Cohen terug naar Los Angeles, waar hij in eerste instantie een bodyguard en collega van Bugsy Siegel werd. Zo was hij van dichtbij betrokken bij de bouw en opening van het Flamingo Hotel & Casino in Las Vegas. Siegel werd in 1947 vermoord, hoogstwaarschijnlijk omdat de maffia had ontdekt dat Siegels vriendin Virginia Hill geld had verduisterd. Na de dood van Siegel kreeg Cohen de touwtjes in handen.
Cohen vocht jarenlang een bloederige rivaliteit uit met de Italiaanse maffiabaas Jack Dragna. Bij de misdaadorganisatie van zowel Cohen als Dragna vielen er regelmatig doden, hetgeen de aandacht opwekte van de pers en autoriteiten. Er werden ook enkele pogingen ondernomen om Cohen te vermoorden. In februari 1950 werd zijn woning in West L.A. gebombardeerd. Nadien bouwde hij zijn huis uit tot een fort, voorzien van floodlights, alarmsystemen en een uitgebreid wapenarsenaal. Cohen had ook een tijdje Johnny Stompanato als bodyguard. Nadat Stompanato door de dochter van zijn vriendin en actrice Lana Turner vermoord werd, verkocht Cohen de liefdesbrieven van Stompanato en Turner aan de pers.
In 1950 organiseerde de Amerikaanse Senaat hoorzittingen. Cohen moest net als vele andere bekende gangsters voor de Kefauver Commission verschijnen. Als gevolg van de hoorzittingen werd Cohen in juni 1951 veroordeeld wegens belastingontduiking. Hij zat een gevangenisstraf van vier jaar uit. 
Na zijn vrijlating in 1955 werd Cohen een beroemdheid. Zijn beeltenis sierde regelmatig de voorpagina's van kranten en ook voor tv-interviews deinsde de gewezen bokser niet terug. In mei 1957 werd hij geïnterviewd door de bekende journalist Mike Wallace. Inmiddels breidde Cohen ook zijn misdaadimperium uit. In de jaren 50 was hij in het bezit van onder meer casino's, nachtclubs, tankstations, bloemen-, verf- en naaiwinkels. Cohen bekeerde zich ook tot het christendom en had midden jaren 50 een ontmoeting met Billy Graham.
In 1961 werd hij echter opnieuw veroordeeld voor belastingontduiking. Cohen werd naar Alcatraz gestuurd, waar iemand hem met een loden pijp probeerde te vermoorden. Hij werd uiteindelijk op borg vrijgelaten. Toen hij ook in beroep bot ving, zat hij in Atlanta zijn gevangenisstraf uit. In 1972 kwam hij terug vrij. In die periode werd er ook een maagzweer vastgesteld bij Cohen, wat later maagkanker bleek te zijn. Hij werd geopereerd en trok nadien het land door om tv-interviews te geven. In 1976 overleed hij in Los Angeles.

## Cohen in populaire cultuur
- In de film Bugsy (1991) wordt Cohen vertolkt door Harvey Keitel. De acteur werd voor zijn rol genomineerd voor een Oscar.
- In So I Married an Axe Murderer (1993) wordt zijn verblijf in Alcatraz vermeld.
- In schrijver James Ellroy's boekenreeks L.A. Quartet (bestaande uit The Big Nowhere, L.A. Confidential en White Jazz) speelt Cohen een belangrijke bijrol.
- In L.A. Confidential (1997), de verfilming van Ellroy's gelijknamige roman, wordt de gangster vertolkt door Paul Guilfoyle.
- Ook in Brian De Palma's The Black Dahlia (2006) wordt Cohen vermeld.
- In het videospel L.A. Noire wordt Mickey Cohen gespeeld door Patrick Fischler. Diezelfde Fischler speelt in de tv-serie Mob City (2013) gangster Meyer Lansky, terwijl Cohen wordt vertolkt door Jeremy Luke.
- In de misdaadprent Gangster Squad (2013) wordt Cohen neergezet door Oscarwinnaar Sean Penn.